# Ambassis buruensis
Ambassis buruensis är en fiskart som beskrevs av Bleeker, 1856. Ambassis buruensis ingår i släktet Ambassis och familjen Ambassidae. Inga underarter finns listade i Catalogue of Life.